# Luigi Lavazza

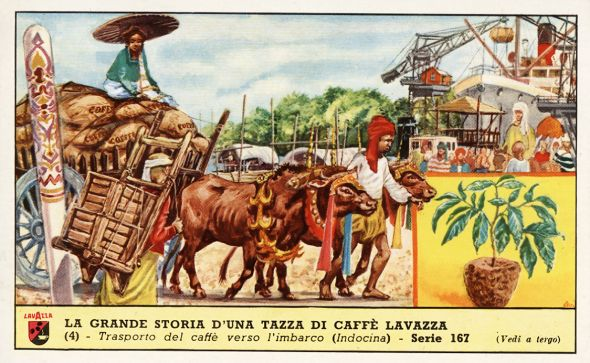
Reklama jednej z firm Luigiego Lavazzy

Luigi Lavazza (ur. 24 kwietnia 1859 w Murisengo, zm. 16 sierpnia 1949) – włoski przedsiębiorca. W roku 1895 założył w Turynie małe przedsiębiorstwo rodzinne, które obecnie pod nazwą Lavazza jest jednym z wiodących światowych producentów kawy i jej przetworów.